# امیدها و ناامیدی‌ها
امیدها و ناامیدی‌ها مجموعه‌ای است از مصاحبه‌های کریم سنجابی که برای پروژه تاریخ شفاهی ایران -دانشگاه هاروارد - مرکز مطالعات خاورمیانه (آمریکا) تهیه شده و بعداً به‌صورت کتاب درآمده‌است این کتاب در ایران تحت عنوان «خاطرات سیاسی دکتر کریم سنجابی» توسط انتشارات صدای معاصر منتشر شده‌است. در حقیقت هسته مرکزی این خاطرات را چگونگی شکل‌گیری جبهه ملی ایران و فعالیت‌ها و تحولات و سرنوشت آن تشکیل می‌دهد
سنجابی در این کتاب خاطرات خود را از اشغال ایران در جنگ جهانی دوم، نهضت ملی کردن صنعت نفت، زمامداری دکتر مصدق، کودتای ۲۸ مرداد ۱۳۳۲، جبهه ملی دوم، دوران محمدرضا پهلوی، انقلاب ۱۳۵۷ ایران، دولت موقت بازرگان، رژیم اسلامی و… بازگو می‌کند.